# احتراق الفوسفور

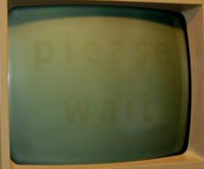
شاشة تعاني من حالة احتراق شديدة، مما يتسبب في ظهور كلمة "please wait" بشكل دائم ومرئي حتى مع القيام بغلق الشاشة.

احتراق الفوسفور (بالإنجليزية: Phosphor burn-in) هي حالة من التشوه المستديم أو التصبُّغ الخاطئ عادةً ما تظهر في بعض المناطق من شاشات أنبوب أشعة الكاثود (CRT)، وتنجم عن الاستخدام المتزايد وغير الموحد للشاشة (مثل: عدم تغير أو تحرك النص أو الرسم على الشاشة لفترات زمنية طويلة). ويطلق العامة على هذه الظاهرة بضع مسميات أخرى مثل «احتراق الشاشة» (بالإنجليزية: Screen burn-in) أو «الصورة الطيفية» (بالإنجليزية: Ghost image) أو «احتراق الصورة» (بالإنجليزية: image burn-in).
في المقابل، فقد تعاني شاشات الكريستال السائل (LCD) من ظاهرة تسمى «ثبات الصورة» والتي تعتبر مشكلة غير دائمة.
من بين الطرق المستخدمة لمكافحة آثار تلك الظاهرة هو استخدام تقنية تعرف باسم «شاشة التوقف» (بالإنجليزية: screensavers)، والتي من شأنها تحريك الصورة في أي مكان من الشاشة لضمان عدم بقاء أي منطقة من الشاشة مضاءة لمدة طويلة.

## الأسباب
في حالة شاشات العرض الإلكترونية المعتمدة في تكوينها على استخدام الفوسفور (على سبيل المثال، شاشات الحاسوب من نوع الـ «CRT» أو شاشات أوسيليسكوب أو شاشات البلازما) قد يتسبب الاستخدام غير الموحد لبعض المناطق في الشاشة كعرض صورة ثابتة لفترة مطولة (نص أو رسم معين)، أو المحتويات المتكررة في رسومات ألعاب الفيديو (كقوائم البداية أو قوائم المخزون)، أو الإذاعات التلفازية المصاحبة لأجزاء ثابتة (شعارات القنوات وشريط المعلومات، إلخ.) في صنع بقع طيفية دائمة من تلك الأجسام أو أن تؤدي إلى الحد من جودة الصورة. يحدث ذلك نتيجة أن مركبات الفوسفور التي تبعث الضوء وبالتالي تقوم بإنشاء الصورة، مع الوقت والاستخدام المستمر تخسر كثافتها الضوئية (بالإنجليزية: Luminance). حيث أن ذلك التضاؤل المستمر في طبقة الفوسفور مع مرور الزمن يؤدي إلى إنتاج أضواء غير متكافئة في مشكلة تُعرف بـ «الاضائة غير المتوازنة» (بالإنجليزية: uneven brightness) أو «الضوء المتسرب» (بالإنجليزية: Backlight bleeding)، وفي الحالات الشديدة يمكن أن يتسبب في إنشاء صورة طيفية للمحتوى المعروض سابقًا في حالة أشبه بطبعها على الشاشة. وحتى إذا لم يكن من السهل ملاحظة تلك الصور الطيفية، فما تمثله آثار «حرق الشاشة» ليس إلا تدهورًا مستمرًا لجودة الصورة.
يختلف الزمن اللازم لظهور آثار «احتراق الصورة» بشكل ملحوظ بناءً على عدة عوامل متفاوتة، تتراوح من نوعية الفوسفور المُستعمل إلى مدى تباين استخدام البكسلات الفرعية، حيث يكون تفاوت استخدامها في كثير من الأحيان بارزًا. وعادةً لا يستغرق الأمر سوى بضعة أسابيع حتى تبدأ الصورة الطيفية في الظهور على الطبقة الخارجية من الشاشة، خاصة إن كانت الشاشة تعرض صورة معينة بشكل ثابت ومستمر على مدار الزمن (مثل: شريط القوائم في أعلى أو أسفل الشاشة). وفي بعض الحالات النادرة، يمكن أن تنجم مشكلة في دوائر الانحراف الأفقية أو الرأسية المسؤولة عن توجيه الأشعة الإلكترونية في أنبوب الكاثود الخاص بالشاشة، فعلى سبيل المثال، إن حدث خطأ وتعطلت الدائرة، فإن جميع الأشعة الخارجة (الأشعة الإلكترونية) ستتركز فورًا على خط رأسي أو أفقي رفيع أو حتى نقطة واحدة على الشاشة؛ مما يتسبب في حدوث احتراق فوري وشبه كامل تقريبًا لذلك الجزء من طبقة الفوسفور على الشاشة. وفي مثل هذه الحالات، يكون من الضروري إغلاق الجهاز فورًا لتلافي المزيد من الضرر.

## شاشات أشعة الكاثود «CRT»

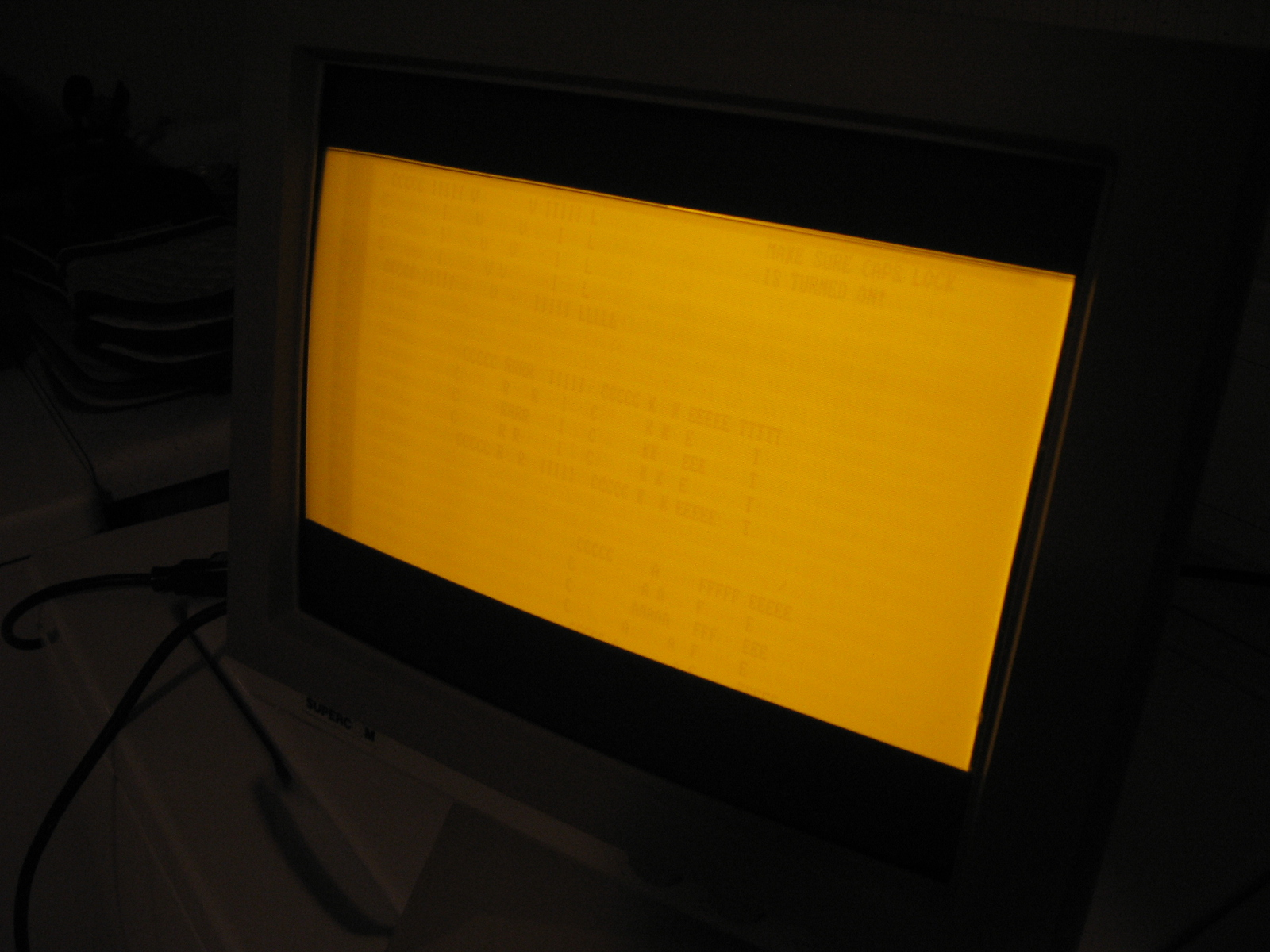
صورة لشاشة CRT برتقالية اللون تعاني من ظاهرة «احتراق الشاشة»؛ وكما هو ملاحظ، فما يظهر على الشاشة ليس إلا صورتان طيفيتان (محترقتان) في آن واحد: الأولى تعود لإحدى برامج جداول البيانات، والثانية هي واجهة افتتاحية مصممة بأسلوب «ASCII-art».

غالبًا ما ترتبط ظاهرة «احتراق الفوسفور» بشاشات الـ CRT ذات الألوان الأحادية (المونوكروم)، مثل الشاشات ذات اللون الأخضر أو الكهرماني (برتقالية) الشائعة في أنظمة الحاسوب القديمة ومحطات العمل ذات الأجهزة الطرفية الخاملة. يرجع حدوث تلك الظاهرة بسبب أن معظم تلك الشاشات غالبًا ما تقوم بعرض صورًا ثابتة غير متحركة، وبدرجة سطوع كاملة. كما أن الشاشات الصفراء تُعد هي الأكثر حساسية بالمقارنة مع نظائرها من الشاشات الخضراء أو البيضاء، وذلك لأن المادة الفوسفورية الصفراء المصنوع منها تلك الشاشات أقل فاعلية، ما يجعلها تتطلب معدل جهد إشعاعي أعلى. أما على نقيض الشاشات ذات الألوان الأحادية، فالشاشات الملونة تستخدم ثلاث عناصر مختلفة من الفوسفور (الأحمر، الأخضر، والأزرق)، التي تختلط معًا بدراجات متفاوتة بهدف الحصول على ألوان معينة، وفي حالات الاستخدام الاعتيادية كمشاهدة التلفاز «بالطريقة التقليدية» (أي البث التلفازي مع عدم إدراج الشعارات أو الأشرطة الإخبارية، أو ممارسة ألعاب الفيديو، أو تصفح الانترنت، أو استخدام «التلفاز الذكي»، أو عدم استخدام تنسيقات الليتربوكسينغ «تاثير صندوق البريد» بشكل دائم أو لفترات طويلة الأمد) فيتم استخدامها في عمليات حيث تكون الألوان وموضع الأجسام الكائنية على الشاشة في حالة تقترب من التناسق والتشكل.
تتميز غالبية شاشات الـ CRT الحديثة بحساسية أقل من نظائرها اللواتي صُنِعنَ قبل عقد الستينيات، ويعود السبب في ذلك لاحتواء تلك الشاشات على طبقة من الألومنيوم خلف الطبقة الفوسفورية التي تقوم بدورها بتوفير حماية أكثر لها. وقد أُضيفت طبقة الألومنيوم لكي تعكس مزيدًا من الضوء الصادر من طبقة الفوسفور تجاه المشاهد. وكعامل إضافي لما تقوم به تلك الطبقة، هو منع ظاهرة «الاحتراق الأيوني» لطبقة الفوسفور؛ ولذلك لم تعد هناك حاجة بعد الآن للـ «المصيدة الأيونية»، التي كانت شائعة بشكلٍ كبير في شاشات المونوكروم القديمة.

## شاشات البلازما والـ LCD والـ OLED

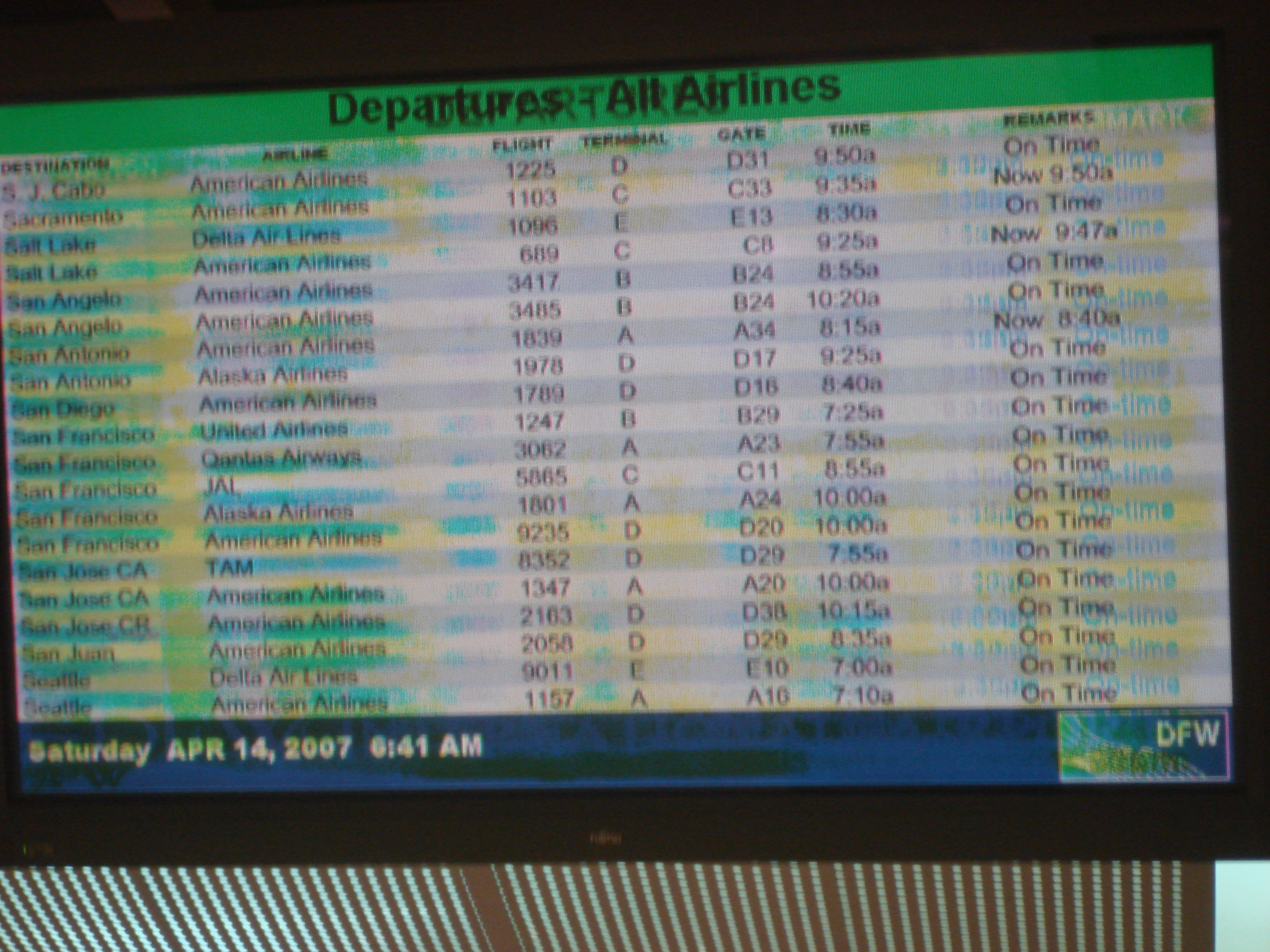
صورة تُظهر إحدى شاشات عرض «البلازما» المتواجدة بمطار دالاس فورت ورث الدولي عام 2007، وكما هو ملاحظ وجود آثار متباينة للبقع الطيفية والتلطخات المستديمة.

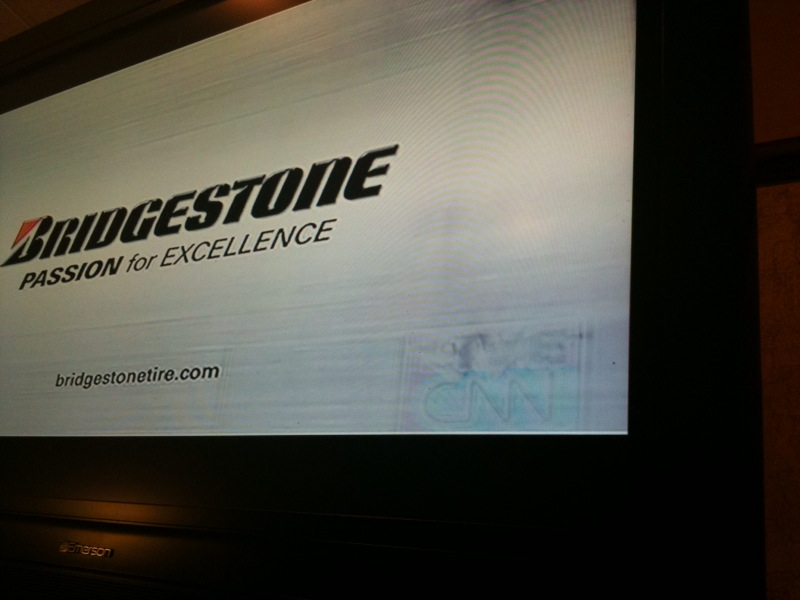
صورة لتلفاز «LCD» يبلغ من العمر عامين تقريبًا، ويظهر عليه آثار حالة احتراق شديدة للشعار الرقمي الخاص بمحطة الـ «سي إن إن» في عام 2008. يتواجد هذا التلفاز في إحدى مطاعم شركة «ماكدونالدز»، حيث يُبَثُ شعار المحطة بشكل دائم تقريبًا خلال ساعات العمل، مما يجعل الشعار يبدو وكأنه مطبوع على الشاشة.

كانت شاشات البلازما التي أنتجت حتى عام 2007 ذات قابلية عالية للتعرض لظاهرة الاحتراق، بينما الشاشات التي من نوعية الـ «LCD» قلّما ما قد تتأثر بتلك الظاهرة.  على الجانب الآخر، فإنَّ التباين الواسع في تدهور معدل الانبعاث الضوئي الصادر من شاشات الـ «OLED» المستندة لنظام عرض الألوان «RGB» سيؤدي إلى حدوث انحرافًا ملحوظًا بالألوان على مدار الزمن (حيث تكون واحدة من الثلاث ألوان المستخدمة أكثر بروزًا عن مثيلاتها). فشاشات الـ «OLED» لا تحتاج إلى مصدر إضاءة خلفي كي تُضيء؛ إذ يُمثل كل بكسل بحد ذاته وامِضًا أو نِبراسًا منفردًا ذاتي الإضاءة. كما أنه من المعروف أن وحدات البكسل الموجودة في شاشات الـ «OLED» سرعان ما تفقد بريقها مع مرور الزمن. وبالتالي كلما طالت مدة استخدام بكسل معين في شاشة الـ «OLED» (أي استمرت إضاءته)، كلما ظهر فيما بعد أكثر خفوتًا وبهتانًا عند وضعه إلى جوار بكسل آخر أقل استخدامًا.
تختلف طريقة وطبع حدوث تلك الظاهرة من حيث الأسلوب الفيزيائي في شاشات «البلازما» والـ «OLED» عن تلك التي تحدث في شاشات الـ «LCD». يعزى ظهور هذه الظاهرة في شاشات «البلازما» والـ «OLED» إلى وقوع تدهور في معدلات البث الضوئي لوحدات البكسل الباعثة للضوء. بينما قد تظهر على شاشات الـ «LCD» في بعض الحالات بسبب فقدان وحدات البكسل القدرة على استعادة حالتها الأصلية بعد مرور فترات طويلة من أنماط الاستخدام الثابتة والمستمرة. وعلى الجانب الآخر، تكون ظاهرة «ثبات الصورة» المتواجدة في شاشات الـ «LCD» ذات تأثير عابر وغير دائم في أغلب حالات الاستخدام الاعتيادية.
يلاحظ تَعرض شاشات البلازما والـ «LCD» لظاهرة شبيهة بظاهرة الاحتراق الفوسفوري تسمى «الاستبقاء العابر للصورة» (بالإنجليزية: image retention أو image persistence)، ولكنها على عكس الأولى، ليست دائمة وتعود لحالتها الطبيعية بعد انقضاء مدة زمنية. وفيما يتعلق بشاشات البلازما، فإن ظاهرة «الاستبقاء العابر للصورة» تحدث بسبب تراكم الشحنة الكهربائية في خلايا وحدات البكسل (وليس كما هو الحال مع شاشات الـ «CRT»، حيث يحدث تدهور تراكمي ومستمر في طبقة الفوسفور ما يؤدي بدوره إلى انخفاض معدل الانبعاث الضوئي الصادر من تلك الطبقة)، والتي أحيانًا يمكن ملاحظتها بوضوح عندما يقوم المُستخدم بعرض محتوى ساطع على خلفية داكنة لفترة من الوقت، ثم يعود ويستبدلها بخلفية أخرى داكنة فقط، يمكن للمُستخدم في مثل تلك الحالة أن يلاحظ وجود آثار لظل شبحي خافت لا يزال باقي من المحتوى الذي سبق عرضه من قبل. ومن المهم ملاحظة أن ذلك الخيال عادةً ما يختفي ويعود لطبيعته بمجرد العودة لعرض محتوى يستند للسطوع النموذجي الذي لا يؤدي إلى انخفاض جودة العرض النموذجية للشاشة.

## التقنيات المتبعة للحد من ظاهرة الاحتراق وتخفيف آثارها
تستمد خاصية «شاشة التوقف» (بالإنجليزية: Screensavers) اسمها من هدفها الأصلي، حيث كانت تعتبر وسيلة فعالة من إحدى الوسائل المتاحة لتجنب ظهور مشكلة الاحتراق الفوسفوري للشاشة. ومن خلال ضمان عدم بقاء أي بكسل أو مجموعة معينة من وحدات البكسل متروكة لعرض شيء ثابت ومستمر خلال فترات زمنية طويلة، يمكن لطبقة الفوسفور حينئذ أن تحافظ على مقدار زهوها اللوني وقدرتها الضيائية (أي معدل قدرتها على بث الانبعاثات الضوئية). كما أن باستطاعة تقنيات «شاشات التوقف» الحديثة الآن القيام بإغلاق الشاشة عند عدم وجود حاجة إلى استخدامها.
في بعض الحالات الأخرى، يكون استخدام خاصية شاشة التوقف غير عملي. حيث تقوم معظم الشركات المصنعة لشاشات البلازما بتَضمين بعض الطرق لتقليل معدلات الاحتراق عن طريق القيام بتحريك الصورة قليلًا، وهو ما لا يؤدي إلى القضاء على المشكلة بشكل كامل ولكن يمكن أن يخفف من حدة الحواف لأي صورة شبحية يمكن لها أن تنشأ. توجد تقنيات مماثلة لشاشات الـ «OLED» الحديثة. على سبيل المثال، يمكن لمصنعي ساعات «الأندرويد وير» المزودة بشاشات «OLED» تمكين خاصية "burn protection techniques" التي تقوم بتحريك المحتوى المعروض على الشاشة بشكل دوري بواسطة بعض وحدات البكسل لمنع ثباتها على صورة مُعينة. كذلك في سلسلة "الجالكسي" من «سامسونج» وهاتف "آيفون X" من «أبل» يستخدم كل منهم خاصية «تحريك البكسل» (بالإنجليزية: pixel shifting) لتخفيف أو تأخير ظهور الاحتراق من خلال تحريك المحتوى المعروض وبالتالي تغير قيم الإضاءة الصادرة من وحدات البكسل كل بضع فترات (دقيقة أو أقل) في الأماكن التي يتواجد بها شعارات ثابتة مثل البطارية وشبكة الـ «Wi-Fi» والموقع وشريط الإشعارات والخدمات. كما يمكن في أجهزة «الآيفون» استخدام خاصية تسميها شركة «أبل» بتكبير المنظور والتي تمنح المستخدم تأثيرًا ثلاثي الأبعاد للأيقونات على سطح الشاشة الرئيسية من خلال خاصية «التمرير المناظر». تستخدم أيضًا تقنية «Anti-burn-in» الحائزة على براءة اختراع من شركة «AG Neovo» تقنية «تحريك البكسل» لتنشيط البكسل وجعله يتحرك خلال الفاصل الزمني المحدد لمنع تأثير «الصورة الطيفية» في الظهور على شاشات الـ «LCD».
توصي «Google» مصممي واجهات الساعات الذكية عند تمكين هذه التقنيات، بتجنب وضع العناصر التي قد تأخذ مساحات كبيرة من نسب البكسلات الموجودة في الشاشة داخل تصميماتهم؛ لأن ذلك سيضمن تغير قيم الإضاءة الصادرة من البكسلات بشكل دوري، مما يمنع بقاء بعض البكسلات متروكة لتعرض نفس القيم اللونية خلال فترات زمنية طويلة، وبالتالي تخفيف التدهور الحادث لإضاءة تلك البكسلات وتوزيع مقدار الاستخدام على كامل الشاشة بشكل متساوٍ أكثر.
بعض شاشات التوقف تكون متحركة، مثل تلك التي تأتي على مشغلات أقراص الـ «DVD» أو تلك الموجودة على بعض أجهزة التلفاز التي تعمل بعد توقف مقطع فيديو مؤقتًا بعد فترة طويلة من عدم النشاط.
بناءً على نوع الشاشة، يمكن في بعض الأحيان معالجة أو تخفيف آثار تلك الظاهرة باستخدام برمجيات وأجهزة مخصصة لإصلاح هذه المشاكل. وفي هواتف الأندرويد يمكن لبعض التطبيقات أن تخفف من حدة العيوب الناتجة عن ظهور «الصور الطيفية» على شاشات الـ «OLED»، وذلك من خلال عكس شعارات شريط التنقل وشريط الحالة (العناصر التي يظل عرضها باستمرار، ولذلك تكون هى الأكثر عرضة لظهورها كعلامات طيفية دائمة) ليتم حرقها في الاتجاه المعاكس، مما يوحِّد شدة الضوء الناشئ عن البكسلات الفرعية (بالإنجليزية: Sub-pixel) ويجعل سطوعها أكثر توازنًا، مما يقلل من وضوح ظهور الظلال الطيفية.